# Douglas F. Kelly
Douglas F. Kelly (Lumberton, 23 september 1943) is een Amerikaanse theoloog en was hoogleraar theologie aan het Reformed Theological Seminary, eerst vanaf 1981 op de Jackson-campus en sinds 1994 op de campus in Charlotte. Hij is nu emeritus hoogleraar. Hij werkte samen met David F. Wright aan de Universiteit van Edinburgh als hoofdredacteur van een nieuwe Engelse vertaling van Calvijns oudtestamentische commentaar. Aan deze universiteit behaalde hij zijn doctortitel. Hij is lid van de Presbyterian Church in America. Hij werd in 1968 tot presbyteriaanse bediening gewijd en was van 1973-1981 predikant van de First Presbyterian Church in Dillon, South Carolina. In 1973 trouwde Kelly met Caroline Switzer uit Cambridge, Engeland. Ze hebben vijf kinderen.

## Theologie
Kelly is auteur van verschillende boeken van zowel theologisch als historisch belang. In zijn Systematic Theology (3 delen) publiceerde Kelly de vrucht van tientallen jaren van onderzoek, denken en onderwijs met een orthodox-christelijk karakter. 
Kelly maakte studie van de prediking en het pastoraat van de reformator Johannes Calvijn. Bij Calvijn blijken die samen op te gaan. Volgens Calvijn is het onmogelijk enkel door een goede gereformeerde prediking een kerkelijke gemeente in het gareel te houden. De prediking werd geflankeerd door intensief en zorgvuldig pastoraat. Volgens Kelly was in tegenstelling tot het 'karikaturale beeld' de handhaving van de tucht in Genève tijdens de periode van Calvijn bepaald niet rigoureus of hard. Alleen al het feit dat mensen wel tijdelijk van de sacramenten geweerd werden, maar dat er zelden of nooit afsnijdingen plaatshadden, is voor Kelly een bewijs van de manier waarop met mildheid en begrip voor menselijke zwakte de tucht werd toegepast. Hij vindt het "onbegrijpelijk dat de bekende karikatuur van Calvijn als wreedaard heeft kunnen ontstaan." Calvijn noemde als kenmerken van de ware kerk de Schriftuurlijke prediking en de zuivere bediening van de sacramenten. Deze behoefte aan definiëring kwam voort uit de noodzaak van een weerwoord op de niet-onderbouwde claim van de Rooms-Katholieke Kerk dat zij de ware kerk is. "Calvijn wilde anders dan de Rooms-Katholieke Kerk met een zorgvuldige formulering het karakter van de ware kerk omschrijven."